# 月組 (寶塚歌劇團)
月組是寶塚歌劇團的第二個組，組的代表色早期為綠色，現則以黃色為代表色。

## 特色
寶塚歌劇團在1921年時隨著公演數和團員的增加，將歌劇團分成兩個子團體，並分別命名為花組和月組。命名來源為日本固有的雪月花一詞。
月組素有「戲劇的月組」之稱，擁有相當多的演技精湛的優秀配角演員為該組的特色，事實上劇團的演劇專科成員中也多為月組出身。另外由於月組演出海外音樂劇的次數較其他組別為多，也有音樂劇之月的美稱。
該組擁有相當多的寶塚首演紀錄：首演Revue（1927年モン・パリ）。首演海外音樂劇（1967年奧克拉荷馬）。寶塚的招牌戲劇凡爾賽玫瑰的初演也是由該組擔任。此外東京寶塚劇場重建期間所使用的TAKARAZUKA1000days劇場和重建完畢的東京寶塚劇場開場作也都是由該組擔任。

## 目前編制
主演男役為鳳月杏、主演娘役為天紫珠李
二番男役為風間柚乃
組長為梨花ますみ、副組長為白雪さち花
其他重要的演員尚有彩みちる、瑠皇りあ、白河りり、七城雅、雅耀、美渦せいか、乃々れいあ等（2025年3月現狀）

## 歴代主演男役
- 天津乙女（1928年〜1933年月組組長，1980年在團過世）
- 門田蘆子（〜1933年月組組長，1933年〜1937年星組組長，1938年退團）
- 小夜福子（1939年兼任月組主演男役與月組組長,1942年退團）
- 佐保美代子（1944年退團）
- 久慈あさみ（1950年退團）
- 南悠子（1971年退團）
- 故里明美（1959年退團）
- 藤里美保（1964年退團）
- 內重のぼる（1967年退團）
- 古城都（1967年4月28日～1973年10月30日）
- 大滝子（1973年10月31日～1975年1月30日和榛名由梨同時擔任主演男役、1975年1月31日～1976年6月22日單獨擔任主演男役）
- 榛名由梨（1973年10月31日～1975年1月30日和大滝子同時擔任主演男役、1976年6月23日～1982年8月31日單獨擔任主演男役<1979年起兼任副組長>、1982年9月1日組替至専科)
- 大地真央（1982年9月1日～1985年8月31日）
- 剣幸（1985年9月1日～1990年12月26日）
- 涼風真世（1990年12月27日～1993年7月31日）
- 天海祐希（1993年8月1日～1995年12月26日）
- 久世星佳（1995年12月27日～1997年4月30日）
- 真琴つばさ（1997年5月1日～2001年7月1日）
- 紫吹淳（2001年7月2日～2004年3月21日）
- 彩輝直（2004年3月22日～2005年5月22日）
- 瀬奈じゅん（2005年5月23日～2009年12月27日）
- 霧矢大夢（2009年12月28日～2012年4月22日)
- 龍真咲（2012年4月23日～2016年9月4日)
- 珠城りょう(2016年9月5日～2021年8月15日)
- 月城かなと(2021年8月16日～2024年7月7日)
- 鳳月杏 (2024年7月8日～)

## 歴代主演娘役
- 住江岸子（1926年退團）
- 笹原いな子（1929年退團）
- 第一代有明月子（1931年退團）
- 雲野かよ子（1942年退團）
- 勿來なほ子（1935年退團）
- 轟夕起子（1937年退團）
- 浦島歌女（1957年退團）
- 淡島千景（1947年～1950年時主要作為月組公演的主演、1950年退團）
  - 沒有固定主演娘役（筑紫まり、加茂さくら代位）
- 八汐路まり（ ～1970年）
- （1970年5月27日～1976年6月22日）
- 小松美保（1976年6月23日～1980年8月12日）
- 五條愛川（1980年8月13日～1982年8月31日）
- 黒木瞳（1982年9月1日～1985年8月31日）
- こだま愛（1985年9月1日～1990年12月26日）
- 麻乃佳世（1990年12月27日～1995年12月26日）
- 風花舞（1995年12月27日～1999年2月7日）
- 檀麗 （1999年2月8日～2001年7月1日)之後組替至専科，後來擔任星組主演娘役
- 映美くらら（2001年7月2日～2004年10月10日） 
  - 沒有固定主演娘役（2004年10月11日～2005年5月22日）
- 彩乃かなみ（2005年5月23日～2008年7月6日）
  - 沒有固定主演娘役（2008年7月7日～2009年12月27日）
- 蒼乃夕妃（2009年12月28日～2012年4月22日）
- 愛希れいか（2012年4月23日～2018年11月18日）
- 美園さくら（2018年11月19日～2021年8月15日）
- 海乃美月（2021年8月16日～2024年7月7日）
- 天紫珠李 （2024年7月8日～ ）

## 其他

### 月組出身在他組擔任主演者
依組順排列
- 男役

明日海りお (花) 、 轟悠（雪）、水夏希（雪）、寿美花代(星)、那智わたる(星)、上月晃 (星)、日向薫 (星)、麻路さき (星)、北翔海莉（星）、大空祐飛（宙）、大和悠河（宙）
- 娘役

竹生沙由里（花）、北原千琴（花）、千ほさち（花）、咲妃みゆ(雪)、白羽ゆり(星、雪)、夢咲ねね (星)、紫城るい（宙）、蘭乃はな（花）

### 月組出身知名OG
- 朝丘雪路-已過世，為日本知名女演員及藝人。
- 上月左知子-已過世，為日本知名女演員。
- 春風ひとみ-現為女演員。
- 若央りさ-現為寶塚歌劇團編舞。
- 真織由季-現為減壓諮詢師，也參加舞台表演。
- 月船さらら-現為女演員。
- 樹里咲穂-現為舞台演員。
- 嘉月繪理-上月左知子的女兒，現為舞台演員。
- 遼河はるひ-現為女演員兼藝人。
- 宇月颯-現為舞台演員。
- 星条海斗
- 城咲あい-現為芭蕾舞老師及講師。
- 美彌るりか